# Baby Baby Love
「Baby Baby Love」（ベイビー・ベイビー・ラブ）は、戸松遥の楽曲。彼女の7枚目のシングルとして2010年11月3日にミュージックレインから発売された。

## 概要
前作「渚のSHOOTING STAR」から約3ヶ月ぶりのリリースで、2010年3作目のリリース作品。初回生産限定盤、通常盤の2種リリースであり、前者には表題曲のミュージッククリップを収録したDVDが同梱されている。
表題曲「Baby Baby Love」は、テレビアニメ『もっとTo LOVEる -とらぶる-』のエンディングテーマとして起用された「ポップサウンドの賑やかな楽曲。」。また、テレビアニメの主題歌として起用されるのは前々作「Girls, Be Ambitious.」以来。

## 収録曲
1. Baby Baby Love
作詞・作曲：鈴木健太朗、編曲：古川貴浩
テレビアニメ『もっとTo LOVEる -とらぶる-』エンディングテーマ
2. やさしき日々 [5:47]
作詞・作曲：白戸佑輔、編曲：木村篤史
夢と希望、不安感を抱えた少女の心情が描かれた飾らない言葉、歌唱で展開されている曲[5]
3. Baby Baby Love（Instrumental）

DVD（初回限定盤のみ）
1. Baby Baby Love（PV）

## 収録作品

### 収録アルバム
| 発売日         | アルバムタイトル | 備考                  |
| Baby Baby Love | Baby Baby Love   | Baby Baby Love        |
| -------------- | ---------------- | --------------------- |
| 2013年1月16日  | Sunny Side Story | 2ndオリジナルアルバム |
| やさしき日々   |                  |                       |
| 2013年1月16日  | Sunny Side Story | 2ndオリジナルアルバム |

### Blu-ray Disc / DVD
| 発売日         | BD/DVD タイトル                                  | 備考                          |
| Baby Baby Love | Baby Baby Love                                   | Baby Baby Love                |
| -------------- | ------------------------------------------------ | ----------------------------- |
| 2011年8月31日  | スフィア LIVE 2010 sphere ON LOVE, ON 日本武道館 | スフィア2作目のライブBD/DVD。 |
| 2012年2月22日  | 戸松遥 first live tour 2011「オレンジ☆ロード」   | 戸松遥1作目のライブ映像作品   |
| 2013年10月30日 | 戸松遥 second live tour 「Sunny Side Stage!」    | 戸松遥2作目のライブ映像作品   |